# 盧元輔
盧元輔（774年—829年），字子望，滑州灵昌（今河南滑县西南）人，出自范阳卢氏北祖第三房，盧懷慎之曾孫，盧杞之子，唐朝官员。
進士及第，授崇文館校書郎。由於唐德宗對於盧杞的懷念，元輔被特別恩拜為左拾遺，遷左司員外郎。歷任杭州、常州、绛州刺史。由於元輔在任時考課得到了最高評價，被朝廷征為吏部郎中，遷給事中。寶曆元年（825）閏七月戊子，元輔由給事中轉任工部侍郎。後改刑部侍郎。又出任華州刺史、潼關防禦使、鎮國軍節度使等職位。回到中央後任兵部侍郎。于太和三年八月卒，享年五十六歲。

盧元輔在任杭州刺史期間，構築了見山亭。詩人張祜曾與他往來。有詩《陪杭州郡使燕西湖亭》云：“小亭移宴近雲端，十里山圖馬上看。”靈隱飛來峰神尼塔遺址邊有《大唐杭州刺史盧元輔遊天竺詩》題刻一處，見載于阮元《兩浙金石志》。題刻文九行，左行，正书，径二寸。
水田十里学袈裟，秋殿千金俨释迦。
远客偏求月桂子，老人不记石莲花。
武林山价悬隋日，天竺经文隶汉家。

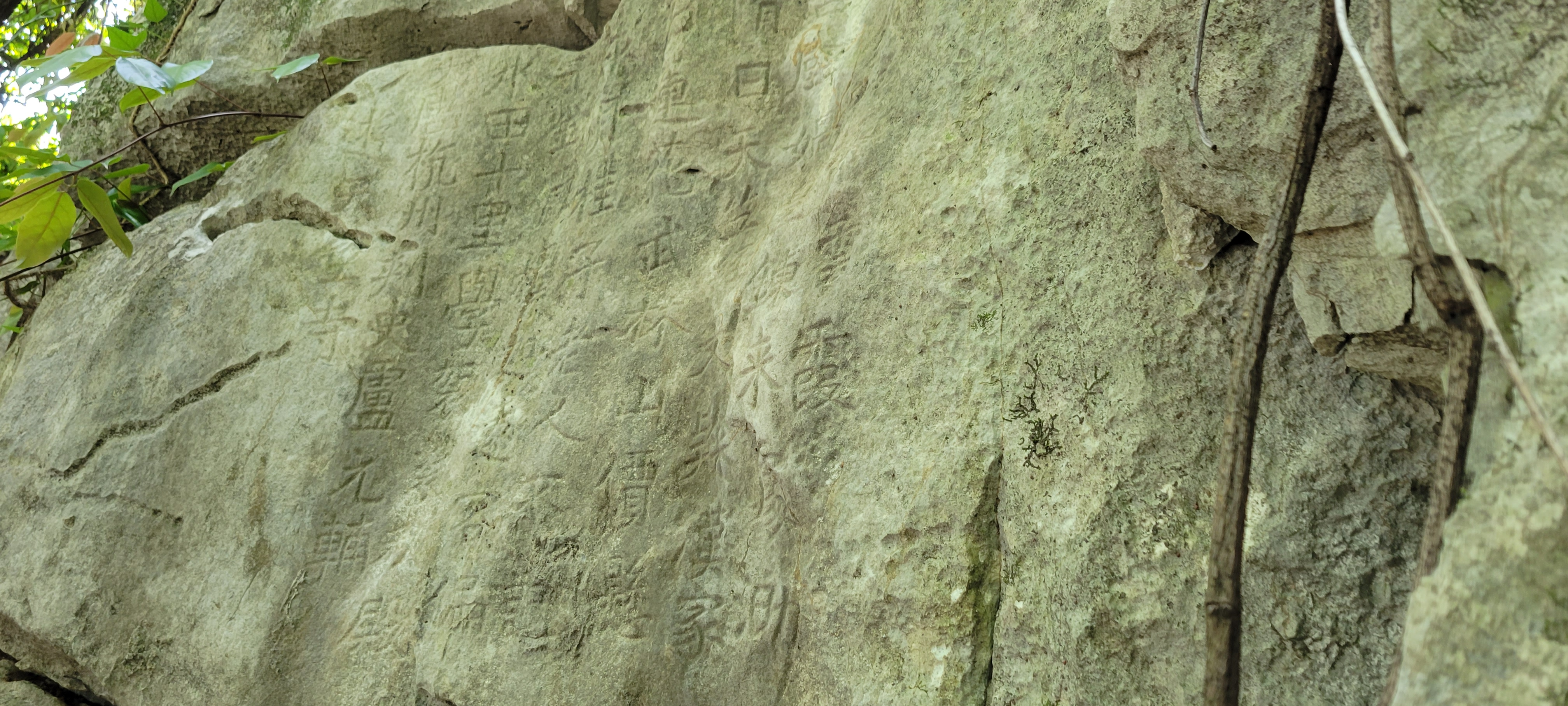
杭州刺史盧元輔遊天竺詩刻，此詩刻在道光年間曾由六舟和尚拓印。

苔壁娲皇鍊来处，泐中脩竹扫云霞。——盧元輔《遊天竺寺》